# Libotenická borovice
Libotenická borovice byl památný strom pozoruhodného tvaru. Rostl 600 metrů severně od Libotenic, asi 250 metrů na západ od kostela svaté Kateřiny. U stromu bývala tabule informující o vesnici Chodžovice, která se na tomto místě rozkládala. Chodžovice byly zničeny za husitských válek a borovice zastávala funkci jakéhosi památníku této události.
V 80. letech 20. století byla ještě živá, v dalším desetiletí již ne. V roce 2008 na místě ještě stálo její torzo (krom drobných větviček dobře zachované), ale nedlouho poté kmen vyhnil a zbytek stromu padl. Borovice svým tvarem připomínala bonsaj. Její kmen byl nejsilnější u země (>300 cm), pak se zužoval a ubíhal výrazně do strany. Až vršek kmene pokračoval opět kolmo k nebi. Koruna borovice měla jen 5-6 kosterních větví, jedna po nalomení směřovala k zemi, jiná zhruba vodorovně, ostatní byly různě pokroucené. Strom byl nízký, dosahoval pouze 8 metrů.

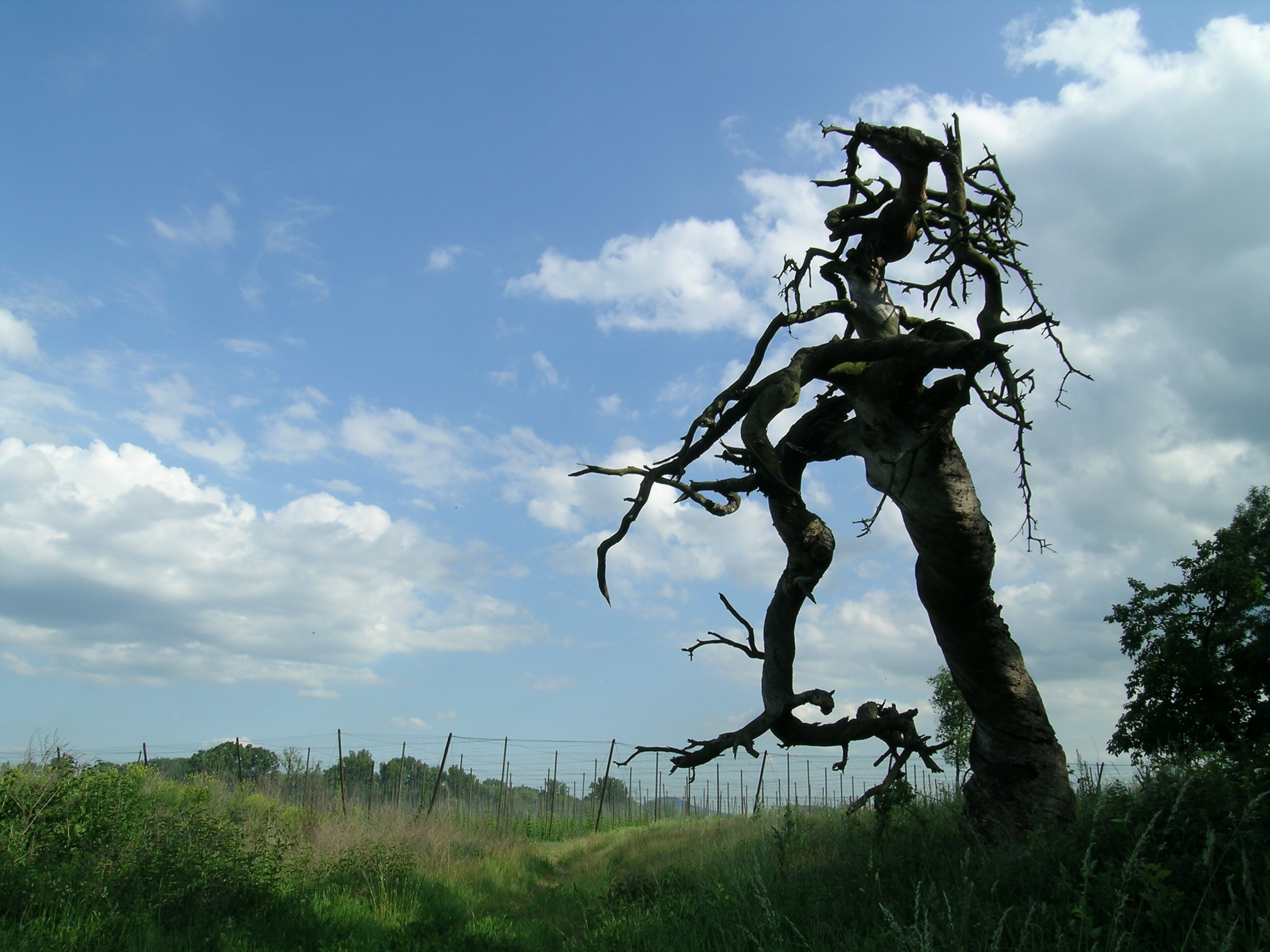
červen 2008
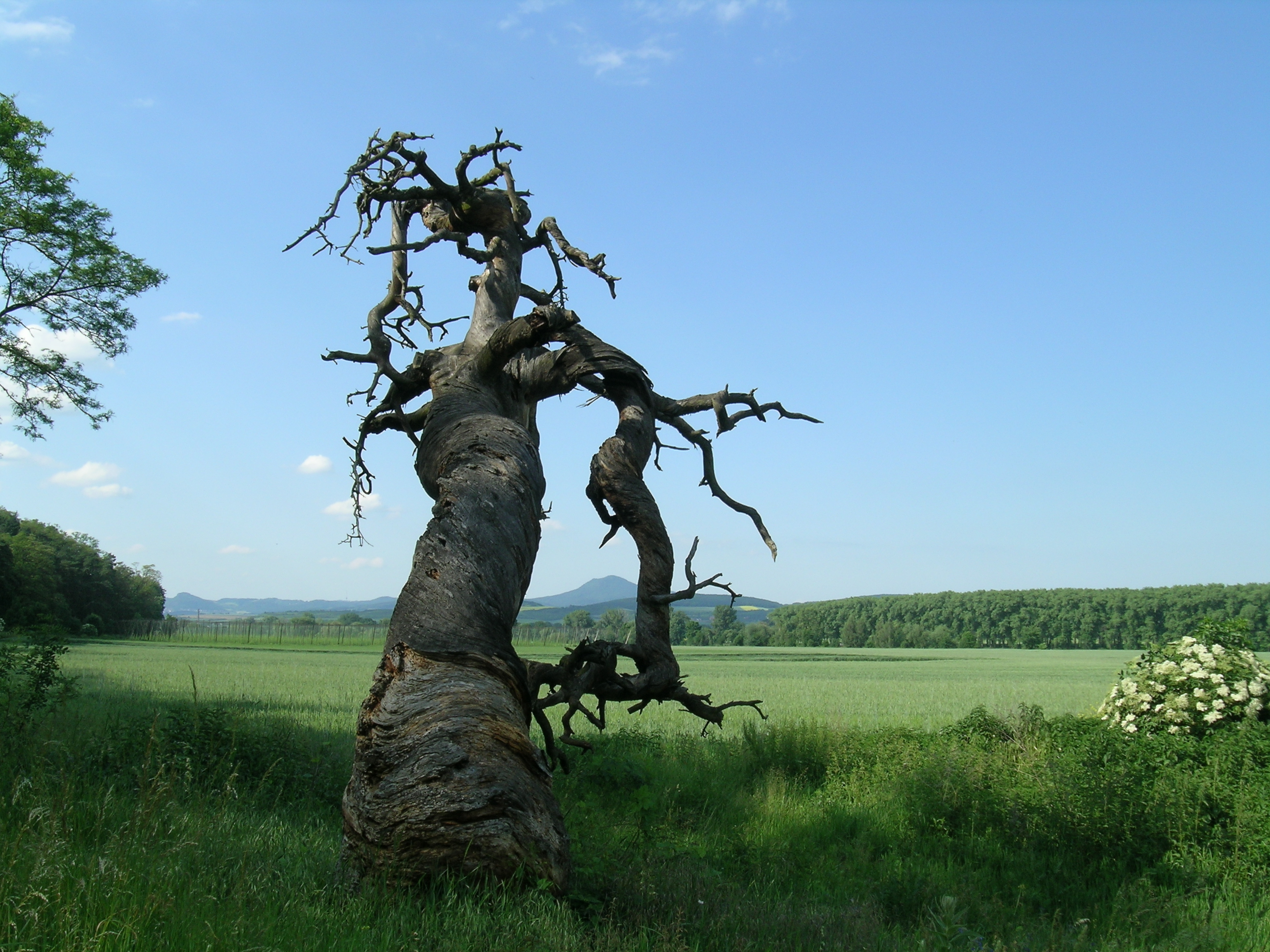
červen 2008
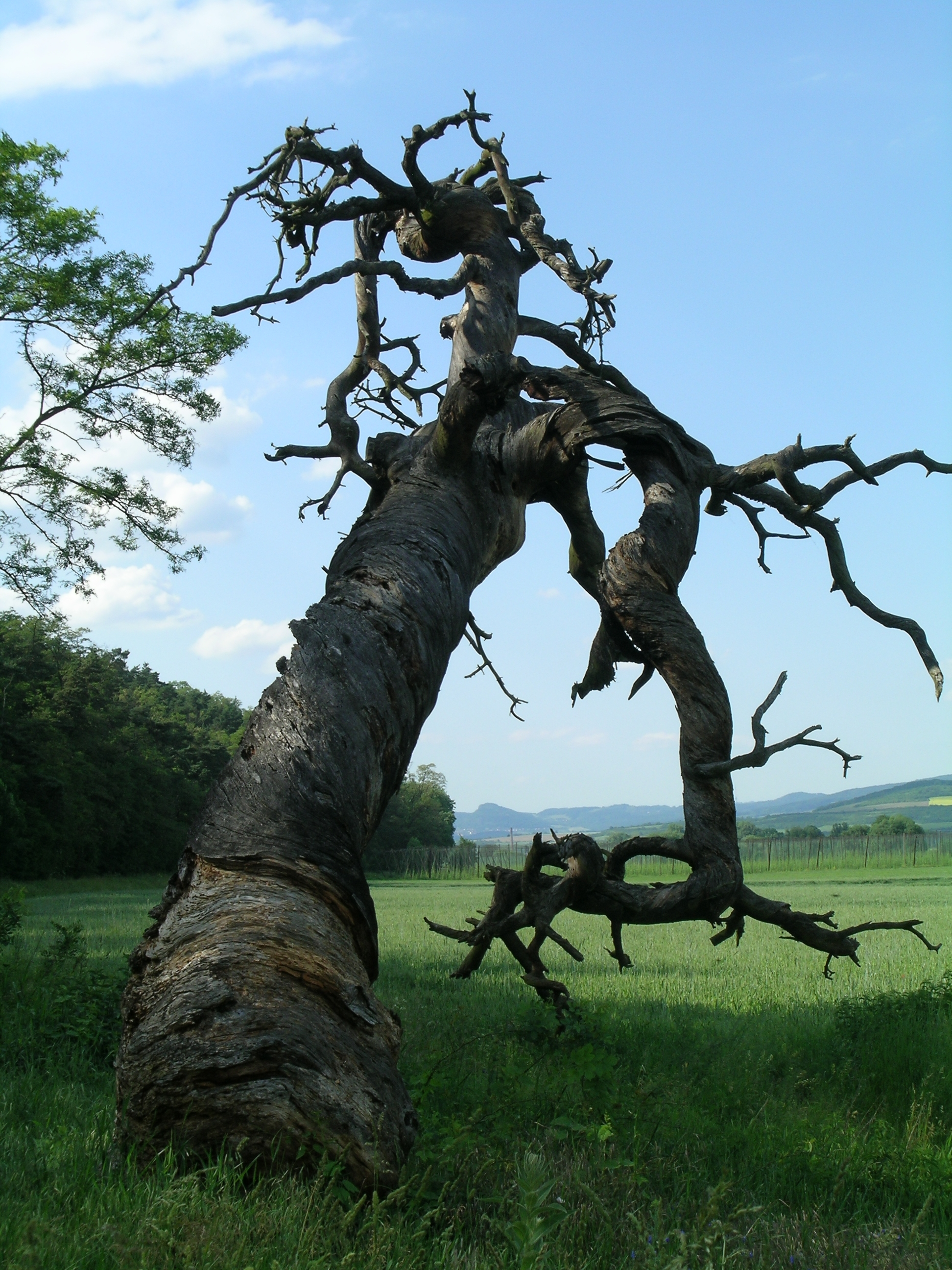
červen 2008
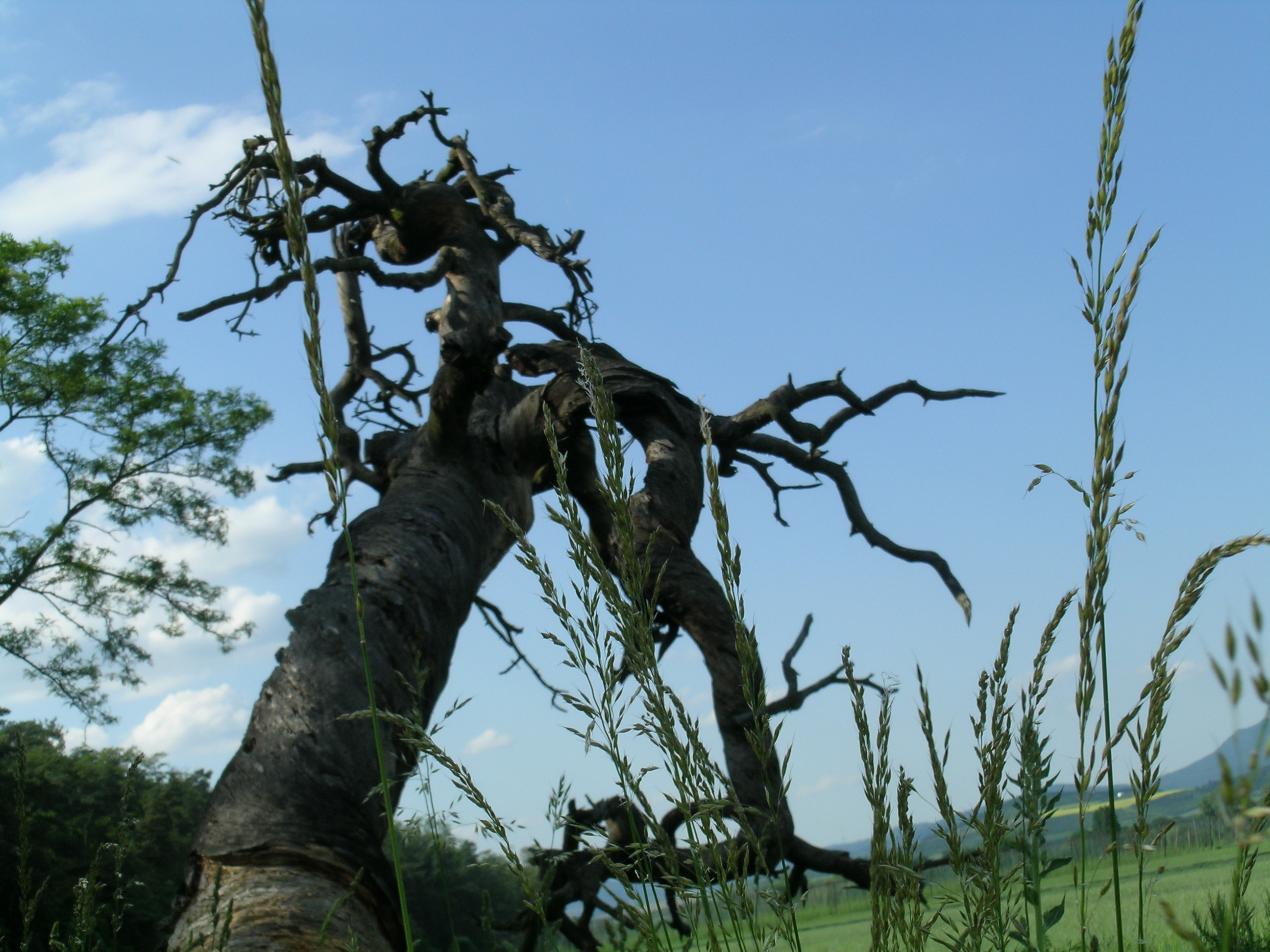
červen 2008